# Erich Obermayer
Erich Obermayer est un footballeur autrichien né le 23 janvier 1953 à Vienne.

## Carrière
- 1971 – 1989 : Austria Vienne  Autriche (544 matchs ; 15 buts)

## Sélections
- 50 sélections et 1 but avec l'équipe d'Autriche de 1975 à 1985.